# Ultra-Trail World Tour 2021
Navigation
2020
L'Ultra-Trail World Tour 2021 est la huitième et dernière édition de l'Ultra-Trail World Tour, compétition internationale d'ultra-trail fondée en 2013 et qui regroupe vingt-huit courses en un circuit mondial. Elle se déroule du 16 janvier au 27 novembre 2021, la première épreuve étant le Hong Kong 100, disputé à Hong Kong, et la dernière, l'Oman by UTMB, disputé en Oman.
Cette édition reprend le nouveau système de points introduit l'année précédente mais qui n'a pas pu être appliqué en raison de l'annulation du classement à cause de la pandémie de Covid-19. Le calendrier initial a cependant connu plusieurs annulations et reports, toujours en raison de la pandémie,.
Cette course à la dernière de la compétition Ultra-Trail World Tour, qui est remplacée par l'UTMB World Series dès 2022.

## Programme
| Nom de la course                 | Pays                   | Dates             | Gagnant                | Gagnante            |
| -------------------------------- | ---------------------- | ----------------- | ---------------------- | ------------------- |
| Hong Kong 100                    | Hong Kong              | 16 janvier 2021   | Annulé                 | Annulé              |
| Tarawera Ultramarathon           | Nouvelle-Zélande       | 13 février 2021   | Rhys Johnston          | Ruth Croft          |
| Ultra-Trail Mt.Fuji              | Japon                  | 23 avril 2021     | Annulé                 | Annulé              |
| VVX Volvic-Volcanic Experience   | France                 | 14 mai 2021       | Annulé                 | Annulé              |
| Ultra-Trail Australia            | Australie              | 15 mai 2021       | Matthew Pellow         | Cecilia Mattas      |
| Western States Endurance Run     | États-Unis             | 26 juin 2021      | Jim Walmsley           | Beth Pascall        |
| Val d’Aran by UTMB               | Espagne                | 9 juillet 2021    | Ionel Cristian Manole  | Anna Carlsson       |
| Eiger Ultra Trail                | Suisse                 | 17 juillet 2021   | Annulé                 | Annulé              |
| Golden Ring Ultra-Trail          | Russie                 | 18 juillet 2021   | Yuri Vinogradov        | Alexandra Morozova  |
| Whalers’ Great Route Ultra-Trail | Portugal               | 30 juillet 2021   | Annulé                 | Annulé              |
| TDS                              | Italie, France         | 24 août 2021      | Erik-Sebastian Krogvig | Manon Bohard        |
| CCC                              | Italie, Suisse, France | 26 août 2021      | Thibaut Garrivier      | Marta Molist Codina |
| Ultra-Trail du Mont-Blanc        | France, Italie, Suisse | 27 août 2021      | François D'Haene       | Courtney Dauwalter  |
| Mozart 100                       | Autriche               | 4 septembre 2021  | Philipp Ausserhofer    | Margaret Lane       |
| 100 Miles of Istria              | Croatie                | 10 septembre 2021 | Tomáš Štverák          | Eva Urbanc          |
| Ultra-Trail Snowdonia            | Royaume-Uni            | 11 septembre 2021 | Mark Darbyshire        | Sarah Staveley      |
| Ultra-Trail Harricana du Canada  | Canada                 | 11 septembre 2021 | David Hedges           | Jenny Quilty        |
| Penyagolosa Trails               | Espagne                | 16 octobre 2021   | Aleksei Tolstenko      | Anete Švilpe        |
| Ultra-Trail Ninghai              | Chine                  | 16 octobre 2021   | Annulé                 | Annulé              |
| Cappadocia Ultra Trail           | Turquie                | 16 octobre 2021   | Diego Pazos            | Dominika Stelmach   |
| Javelina Jundred                 | États-Unis             | 30 octobre 2021   | Arlen Glick            | Camille Herron      |
| Kullamannen                      | Suède                  | 5 novembre 2021   | Stefan Ehrin           | Anna Carlsson       |
| Trans Jeju                       | Corée du Sud           | 6 novembre 2021   | Annulé                 | Annulé              |
| Panda Trail by UTMB              | Chine                  | 19 novembre 2021  | Annulé                 | Annulé              |
| Madeira Island Ultra Trail       | Portugal               | 20 novembre 2021  | Hannes Namberger       | Hillary Allen       |
| Ultra-Trail Cape Town            | Afrique du Sud         | 27 novembre 2021  | Jim Walmsley           | Courtney Dauwalter  |
| Oman by UTMB                     | Oman                   | 3 décembre 2021   | Annulé                 | Annulé              |
| Thailand by UTMB                 | Thaïlande              | 10 décembre 2021  | Jiaju Zhao             | Fuzhao Xiang        |

## Classements finaux

### Hommes
| Classement | Courreur      | Points | Équipe/Club              |
| ---------- | ------------- | ------ | ------------------------ |
| Vainqueur  | Pau Capell    | 6 700  | The North Face           |
| Second     | Tim Tollefson | 4 100  | Hoka One One             |
| Troisième  | Ho Chung Wong | 4 050  | The North Face Adventure |

### Femmes
| Classement | Courreur           | Points | Équipe/Club    |
| ---------- | ------------------ | ------ | -------------- |
| Vainqueur  | Courtney Dauwalter | 6 500  | Salomon        |
| Second     | Fuzhao Xiang       | 5 200  | Hoka One One   |
| Troisième  | Kaytlyn Gerbin     | 4 900  | The North Face |